# Зеленогурський університет
Зеленогурський університет (пол. Uniwersytet Zielonogórski) — головний державний університет міста Зелена Гура, Польща.
Заснований 1 вересня 2001 року в результаті об'єднання Політехніки (яка існувала з 1965 року) та Державної вищої педагогічної школи (з 1971 року). Має 10 факультетів. Університет є членом Асоціації університетів Європи і євросоюзого проекту «Socrates-Erasmus».